# Tórculo

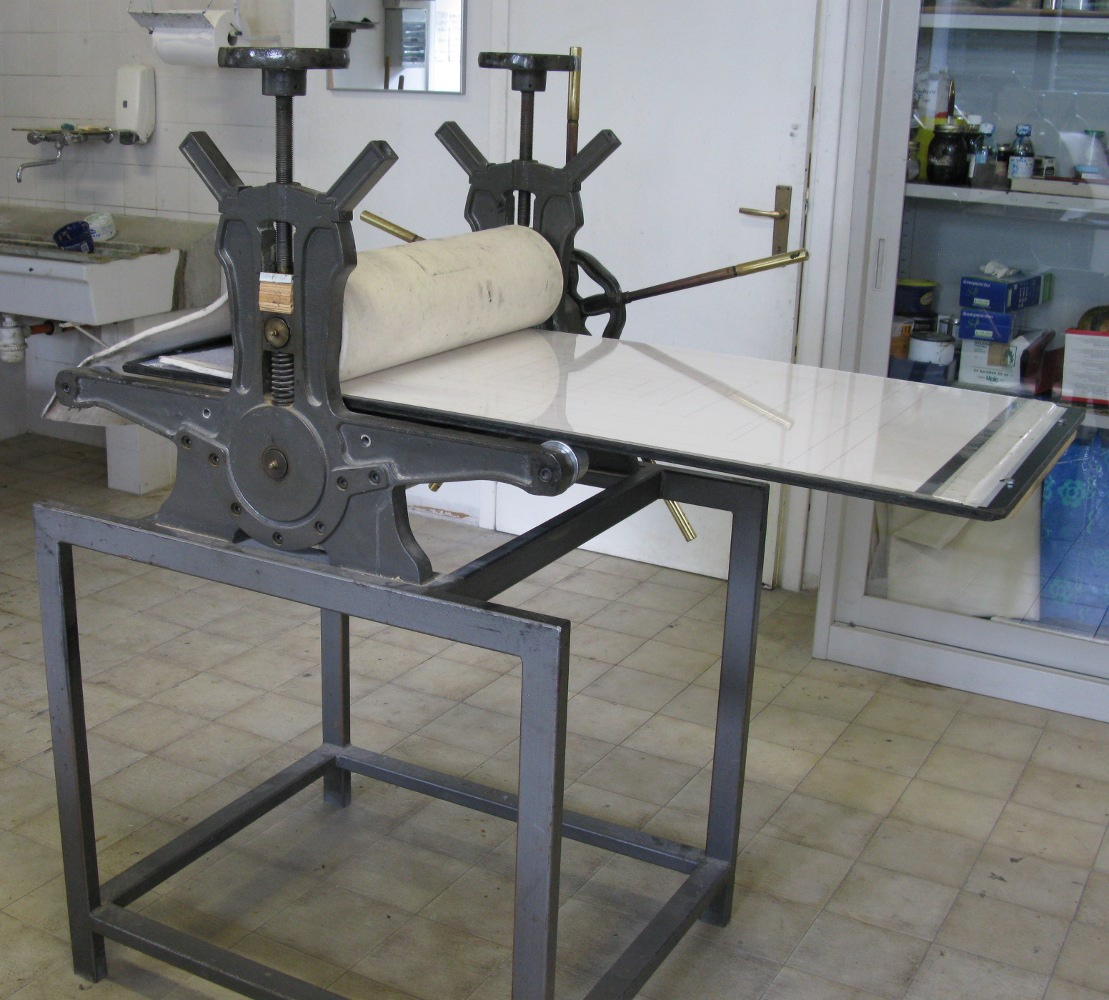
Tórculo o prensa calcográfica.

Tórculo o prensa calcográfica es el nombre con el que se denomina a un tipo específico de prensa utilizada para la impresión de grabados en metal o calcografías.

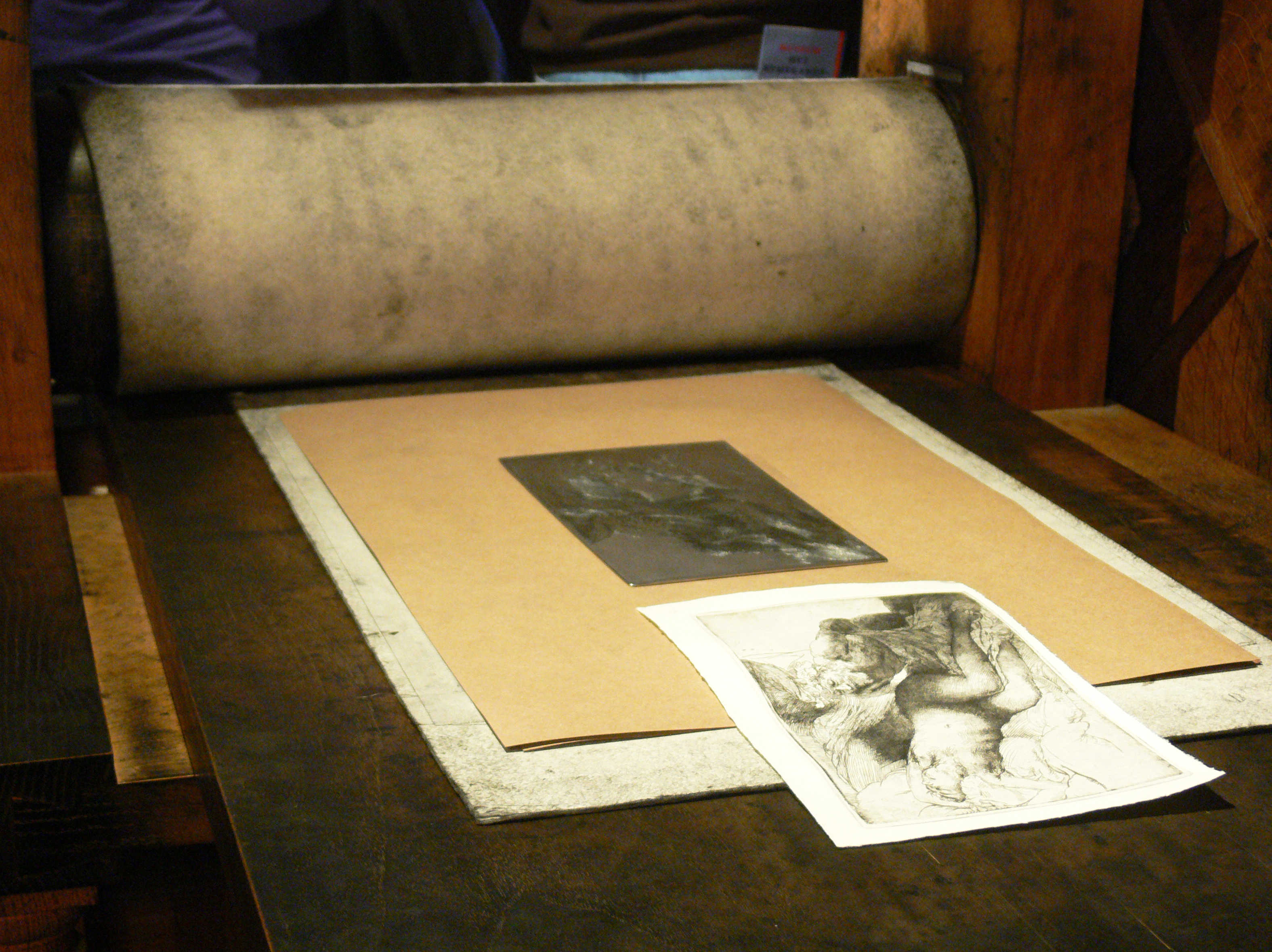
Impresión del taller Museo Casa de Rembrandt, Ámsterdam (2012).

## Utilización
El sistema de impresión consiste en un par de rodillos que oprimen una plancha de metal llamada mesa o pletina sobre la cual se coloca la plancha grabada y entintada debajo del papel en el que será impresa la estampa. Al accionar el mecanismo de arrastre de la máquina, los rodillos, a los cuales se les ha aplicado presión mediante unos husillos roscados situados en los extremos, permiten el paso de la tinta desde la imagen grabada al papel, produciendo la estampa definitiva también llamada grabado.
Para la impresión de linoleografías o xilografías lo adecuado sería utilizar una prensa que emplee el sistema de impresión plano vertical, como una prensa Washington o de tornillo tipo encuadernador, ya que en el tórculo pueden producirse deslizamientos entre la matriz entintada y el papel obteniendo un mal resultado. Humedeciendo el papel se evitan estos desplazamientos y se obtienen buenas copias también con este sistema de impresión.

## Tecnología
Los tórculos generalmente son fabricados en metal aunque existieron modelos en madera, material que dejó de emplearse con el desarrollo de la industria mecánica y de fundición. Es común encontrar ejemplares de hierro fundido fabricados durante el siglo XIX que aún se emplean en talleres artísticos de todo el mundo.
La máquina posee una bancada monolítica de metal que soporta la caja donde se sitúan los rodillos siendo uno fijo y otro móvil y ajustable a las planchas o matrices que se colocan entre el mismo y la mesa o pletina. El movimiento es dado por un juego de engranajes dentados que comunican el impulso al rodillo inferior, que es a su vez soporte de la mesa o pletina. Este sistema posee generalmente reducción mecánica con el fin de aliviar el esfuerzo de ataque que acciona la máquina en su conjunto.
Los tórculos de grandes dimensiones poseen estos mecanismos que puede obviarse en los de menor tamaño al ser el esfuerzo mínimo para realizar la acción de imprimir.

## Historia
El tórculo de dos rodillos de metal fue propagado en Francia por Mr. Lefevre a partir de 1803 y el sistema ha sido actualizado y mejorado por diferentes fabricantes en todo el mundo.
Inicialmente creado como medio para imprimir las imágenes grabadas en las páginas sueltas ya impresas por tipos móviles en prensas planas, primeros dispositivos empleados en la imprenta antigua para la impresión de páginas, con la invención de la litografía y el descubrimiento de la impresión química las planchas grabadas a buril, comenzó a caer en desuso por lo costoso de su ejecución y derivó en el grabado al aguafuerte que primero fue utilizado por artistas como un medio de experimentación que acabó siendo adoptado como un género artístico propio.